# 燕 (春秋)
燕（えん、紀元前11世紀頃 - 紀元前222年）は、中国に周代・春秋時代・戦国時代にわたって存在した国。春秋十二列国の一つ、また戦国七雄の一つ。河北省北部、現在の北京を中心とする土地を支配した。首都は薊（けい）で、現在の北京にあたる。燕都・薊城の遺蹟は北京市房山区に所在する。

## 歴史

### 燕の建国
燕の始祖は周建国の元勲である召公奭（召の公である奭の意、しょうこうせき）である。しかし周代初期の燕についてはわからないことが多い。姫姓の伯爵であった。河南の南燕国に対して「北燕」ともいう。当時は燕ではなく「匽」と書いていた（本項では以下「燕」と書く）。召公の一族ははじめ、山東半島の「奄」（魯の近隣）に封じられたが、成王の時（禄父の乱の鎮圧後？）、現在の北京近辺に移った。このため国名を燕（えん）といった（奄＝匽＝燕、すべてエンと読む）。またこの時、現地にあった韓侯国が入れ替わりに現在の陝西省に移った。燕に残った韓の旧住民は多く「韓氏」を名乗った。西周時代、燕の東方（現在の遼寧省朝陽市カラチン左翼モンゴル族自治県）に「箕侯」という都市国家があり、燕の属国であったが、春秋時代を待たずに北方遊牧民に滅ぼされ、燕に亡命した住民が多かったらしい。春秋時代以降、燕の士大夫層に「韓」や「箕」を氏とする者がみられる。

### 春秋時代
春秋時代の燕については、史書に記述が極めて乏しい。北方の山戎に攻められた際、当時の君主荘公は隣国の覇者の斉の桓公に援軍を乞い、山戎軍を撃退したことがあった（紀元前664年/紀元前663年）。この戦いの後、荘公は桓公に感謝の意を表するために、斉まで桓公の軍を送っていった。その際に軍は、燕と斉の国境を越えて斉国内に入ってしまっていた。その当時の通念上、自国まで軍を見送らせることができる者は天子（すなわち周王）しかおらず、それについて時の名宰相の管仲に指摘された桓公は、一部自領を切り取って燕に授けたという。これにより桓公は諸侯の信頼を集め、ますます名声を高めたとされている。

### 戦国時代
戦国時代に入り、紀元前334年の段階で『史記』蘇秦列伝によると「東に朝鮮・遼東、北に林胡・楼煩、西に雲中・九原、南に呼沱・易水がある」といわれており、すでに広大な領域を支配していたことがわかる。紀元前323年に王（左飛）を名乗るようになった。第2代の王の噲は宰相の子之を盲信し、堯舜に倣うと言って禅譲を行い、これにより国内は騒乱状態となった（紀元前315年）。翌年ここに斉（田斉）が付けこみ、兵を出して侵攻し、全土を併合したため一時的に滅亡状態となった。紀元前313年、公子職が子之を倒して、斉軍も撤退したので、公子職は即位して昭王となった。

### 燕の勃興

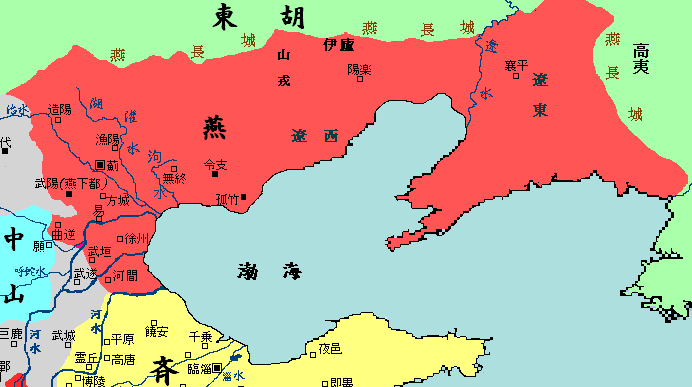
戦国時代中期の北方

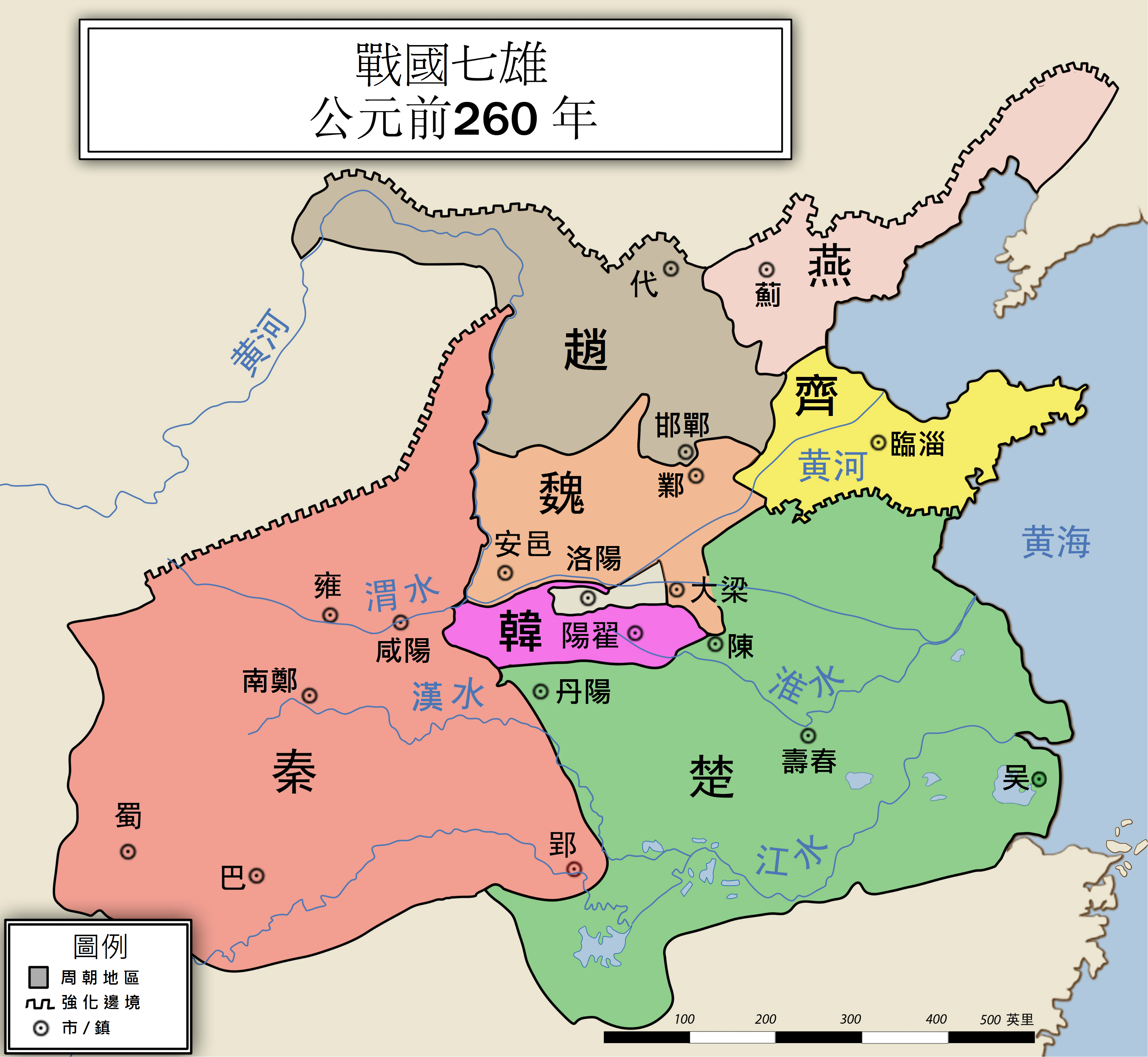
紀元前260年の戦国七雄

昭王は、一時とはいえ燕を亡国に追い込んだ斉を深く憎み、いつか復讐したいと願っていた。しかし当時の斉は西の秦と並んで東の最強国であり、辺境の小国である燕の国力では到底不可能であった。昭王は人材を集めることを願い、どうしたら人材が来てくれるかを郭隗に尋ねた。郭隗は「死んだ馬の骨を買う」の故事を喩えとして話し「まず私を優遇してください。さすれば郭隗程度でもあのようにしてくれるのだから、もっと優れた人物はもっと優遇してくれるに違いないと思って人材が集まってきます」と答えた。宰相に先王がたぶらかされたことによる苦労の経験があったにもかかわらず、昭王はこれを容れて郭隗を師と仰ぎ、特別に宮殿を造って郭隗に与えた。これは後世に「まず隗より始めよ」として有名な逸話になった。郭隗の言う通りに、燕には名将楽毅・蘇秦の弟の蘇代など、続々と人材が集まってきた。また、時期は不明であるが、昭王は不老不死の仙人を求めて東方の海上に人を派遣したという。これらの人材を使い、昭王は燕の改革・再建を進めた。
この頃、将軍の秦開を派遣して、北方遊牧民族の東胡を討った。『史記』は「東胡は千里しりぞいた」という。また新領土に郡県制をしき、上谷・漁陽・右北平・遼西・遼東の5郡を設置し、『魏略』によると秦開に造陽から襄平までの東西二千里にわたる「燕の長城」を築かせたという。秦開はさらに満潘汗（現在の平安北道博川郡）に至って朝鮮との境を定めた。『史記』のいう千里は上谷・漁陽など西半分のことで、『魏略』のいう二千里は遼東まで含めたものという説もあるが、『史記』がいうのは東胡が北に去った距離だから南北のことであり、『魏略』のいう東西二千里と矛盾するものではない。ここで一つ注意しなければならないのは、考古学的にはこの5郡の地が燕に編入されたのは、これより約100年近く前のことであることが判明しており、上述の蘇秦列伝に詳しくみえる広大な領土の有り様もその頃に実現したものである。『史記』や『魏略』が語る年代はあくまで郡県制施行年代や長城建設年代であって、それを領土獲得年代と誤って記述してしまったものと考えられる。

### 燕の極盛
十分に力をつけた燕は、斉包囲網を形成し、紀元前285年/紀元前284年に楽毅率いる5ヶ国連合軍50万が斉軍20万を撃破し、更に楽毅は斉の首都臨淄を陥落させ、莒と即墨を除く斉の都市を尽く占領した（この頃、燕は朝鮮半島南部の「真番」を略属させ、所々に要塞を築き官吏を派遣して治めた）。以後約5年間、燕は現在の河北省・遼寧省のみならず朝鮮半島と山東半島のほとんどを併合していたことになり、『山海経』の「鉅燕」（巨大なる燕）、『史記』の「全燕」（完全なる燕）とはこの時の燕の状態をさすとの説もある。
一躍、表舞台に躍り出たと思われた燕だが、昭王が死に、子の恵王が即位すると楽毅を疑って趙に走らせてしまった。紀元前279年、斉の占領地は楽毅がいなくなると田単によって取り返され、山東半島の領土は失った（しかし昭王の置いた5郡と朝鮮半島はなお保持していた）。

### 燕の滅亡
その後は秦が圧倒的に強勢となるが、秦との国境を接していない燕はその圧力を感じることなく、むしろ隣接する斉や趙の圧力に対抗するために秦と結ぶこともあった。ところが、紀元前228年に燕と秦の間の緩衝国的な役割を果たしていた趙が秦によって滅ぼされると（趙攻略）、燕は直接秦の圧力を感じることになった。この状況を覆そうと太子丹は、秦王政に対して荊軻という刺客を送ったが失敗した。この時、荊軻に同行した秦舞陽は上述の秦開の孫である。激怒した秦王政に燕は攻められて、首都は陥落した（紀元前226年）。太子丹は殺され、燕王喜は遼東に逃れたが、紀元前222年に秦の将軍の王賁に攻められて燕王喜が捕虜となり、燕は滅んだ。督亢（とくごう、現在の河北省保定市涿州市・高碑店市）の地は秦の広陽郡となり、昭王が置いた5郡と合わせて秦の統治下では6郡となった。朝鮮半島の燕の諸要塞は「上鄣」と「下鄣」の2ヶ所にまとめられたが、遼東郡に属することになり、前代と同様、官吏を派遣して治められた。

### 滅亡後の情況
秦末漢初の動乱の中で、紀元前209年、趙にいた武臣から派遣されてきた将軍韓広が現地の燕人らに推戴されて燕王となって自立した。紀元前206年、項羽の封建により臧荼が燕王に立てられ、もともとの燕王だった韓広は遼東王に遷された。その年の内に臧荼は韓広を攻め遼東を併合して燕全体の王となったが、戦乱状態のため朝鮮半島は放置された。燕王臧荼は紀元前204年に韓信に帰順、紀元前202年には群雄諸王らとともに劉邦に皇帝の尊号を奉った。が、その年のうちに反乱を起こし臧荼は処刑、臧荼に代わって盧綰が燕王に封建された。紀元前195年、盧綰は匈奴に亡命し、燕国は廃され郡県となった。

## 朝鮮史との関係
紀元前195年、燕太子丹の成員の一員あるいは遼東の豪族とみられる燕人の衛満 は、盧綰に従わずに古朝鮮に亡命し、朝鮮の歴史上最初の国家である衛氏朝鮮を建国した。
北朝鮮の大寧江長城は、北朝鮮では高麗時代の築造と主張するが、閻忠は、その遺物相などから、燕の長城とみている。これらの地域には、燕の遺物および秦・漢の遺物を含む遺構がみられるのが、特徴であり、朝鮮への燕の進出がうかがわれる。

## 日本史との関係

### 倭との関係
『山海経』海内北経に、「蓋国在鉅燕南倭北。倭属燕」という一節がある。蓋国の位置について述べた文であるが、蓋国についてはいろいろな説がある ため、ここでいう倭の位置については確定しない。また「属する」の意味も、普通に倭は燕の属国だったという一般的な解釈と、十二分野説での燕分に属するの意味とする説とがある。いずれにしろ、『山海経』の中でも海内北経は紀元前後の成立と推定されており、倭に関する最古の記録の一つであることに違いはない。

## 歴代君主
召公奭
1. 燕侯克
2. 燕侯旨
3. 燕侯舞
4. 燕侯憲
5. 燕侯和
6. 恵侯（前864年 - 827年）
7. 釐侯（荘、前826年 - 791年）
8. 頃侯（前790年 - 767年）
9. 哀侯（前766年 - 765年）
10. 鄭侯（前764年 - 729年）
11. 繆侯（前728年 - 711年）
12. 宣侯（前710年 - 698年）
13. 桓侯（前697年 - 691年）
14. 荘公（前690年 - 658年）
15. 襄公（前657年 - 616年）
16. 桓公（前617年 - 602年）
17. 宣公（前601年 - 587年）
18. 昭公（前586年 - 574年）
19. 武公（前573年 - 555年）
20. 文公（前554年 - 549年）
21. 懿公（前548年 - 545年）
22. 恵公（款、前544年 - 536年）
23. 悼公（前535年 - 529年）
24. 共公（前528年 - 524年）
25. 平公（前523年 - 505年）
26. 簡公（前504年 - 493年）
27. 孝公（前492年 - 455年）
28. 成公（前454年 - 439年）
29. 閔公（前438年 - 415年）
30. 簡公（載、前414年 - 373年）
31. 桓公（前372年 - 362年）
32. 文公（前361年 - 333年）
33. 易王（脮、前332年 - 321年）
34. 燕王噲（噲、前320年 - 318年）
35. 子之（前317年 - 314年）
36. 昭王（職、前312年 - 279年）
37. 恵王（戎人、前278年 - 272年）
38. 武成王（前271年 - 258年）
39. 孝王（前257年 - 255年）
40. 燕王喜（喜、前254年 - 222年）

→秦に滅ぼされる